# Ашраф Марван
Ашраф Марван (араб. أشرف مروان; 2 лютого 1944 — 27 червня 2007) — єгипетський мільярдер, який протягом тривалого часу працював шпигуном як на користь ізраїльського Моссаду так і ймовірно Головного управління розвідки Єгипту.
Єгипетські чиновники стверджують, що він був подвійним агентом, який також працював на них.
З 1969 року Марван працював в офісі президента, спочатку під керівництвом Гамаля Абделя Насера, а потім як близький помічник його наступника Анвара Садата. У 2002 році стало відомо, що Марван був завербований єгипетською розвідкою і, можливо, надавав оманливу інформацію ізраїльському Моссаду в період перед арабо-ізраїльською війною 1973 року. Він загинув за загадкових обставин 27 червня 2007 року, випавши з балкона свого будинку в Лондоні. Його дружина та родичі свідчили, що перед смертю він висловлював побоювання, що за ним стежать. Його дружина звинуватила Моссад у вбивстві.

## Кар'єра

### Молодість і освіта
Марван народився в Єгипті 2 лютого 1944 року. Його дід був керівником шаріатських судів в Єгипті, а батько, військовий офіцер, досяг звання генерала Республіканської гвардії Єгипту. У 1965 році, у віці 21 року, Марван закінчив Каїрський університет по профілю інженера-хіміка і був призваний в армію. Того ж року він познайомився з Моною Насер, другою донькою президента Гамаля Абделя Насера, якій на той час було 17 років. Вона закохалася в нього, але її батько підозрював, що інтерес Марвана до його дочки є результатом більше її політичного статусу, ніж особистих чарів. Однак під її тиском Насер погодився на шлюб, який відбувся в липні 1966 року.
У 1968 році Марван почав працювати в президентській канцелярії під керівництвом Самі Шарафа, ад'ютанта Насера та представника єгипетської служби безпеки. Наприкінці 1968 року Марван, Мона та їхній новонароджений син Гамаль виїхали до Лондона нібито для продовження навчання Марвана. Через кілька місяців президент Насер, який був роздратований інформацією про їхній розкішний спосіб життя, наказав молодій парі повернутися до Єгипту, де Марван продовжив працювати під керівництвом Самі Шарафа.

### Державна служба
Служба Марвана в Адміністрації президента тривала вісім років (1968—1976). Хоча він займав невисоку посаду при Насері, президент час від часу використовував його для чутливих місій, таких як подолання кризи, яка спалахнула після відставки генерала Саада аль-Шазлі з армії у відповідь на призначення його суперника на посаду начальника штабу.
Після смерті Насера у вересні 1970 року Марван став близьким помічником новообраного президента Анвара Садата, який таким чином продемонстрував спадкоємність влади та підтримку сім'ї Насера. Перед арабо-ізраїльською війною 1973 року навички Марвана привернули увагу Садата, який призначив його відповідальним за зовнішні відносини. На своїй новій посаді Марван значно покращив відносини з керівництвом Саудівської Аравії та Лівії, які надали Єгипту важливу фінансову та військову допомогу. Він відіграв важливу роль у переконанні Саудівської Аравії та інших країн Перської затоки Організації країн-експортерів нафти (ОПЕК) запровадити нафтове ембарго проти Сполучених Штатів, щоб помститися за рішення США відновити постачання ізраїльської армії та отримати важіль впливу на післявоєнні мирні переговори. Ембарго спровокувало нафтову кризу 1973 року в США, де внутрішній видобуток нафти вже досяг піка в 1969 році, і стало однією з причин економічної рецесії 1973—1975 років. Садат, який визнав геніальність Марвана, залучив його до переговорів з Лівією про придбання літака Mirage-5, який вважався критично важливим для майбутньої війни проти Ізраїлю. Марван керував лівійсько-єгипетською угодою, яку використав для підняття свого статусу в очах Садата та серед арабських країн. Марван почав все більше займатися міжнародною торгівлею зброєю, що допомогло йому розбагатіти. У 1981 році він закупив у США важку зброю нібито для постачання в арабську країну. Однак зброя призначалася для палестинських повстанців у Лівані.

### Період перед арабо-ізраїльською війною 1973 року
Єгипет почав готуватися до війни з метою повернути Синайський півострів, який у нього відібрав Ізраїль під час Шестиденної війни в 1967 році. Безпрецедентний доступ Марвана до найбільш суворих державних таємниць, особливо після його підвищення в травні 1971 року, дозволив йому таємно надати Ізраїлю інформацію про майбутню війну, включаючи повні єгипетські військові плани, детальні звіти про військові навчання, оригінальну документацію щодо єгипетських угод зі зброєю завезеною з Радянським Союзом та інших країн, протоколи зустрічей вищого командування, звіти про приватні розмови Садата з іншими арабськими лідерами та навіть протоколи таємних зустрічей у Москві між Садатом і радянським лідером Леонідом Брежнєвим.
Інформація, надана Марваном, настільки цінилась, що потрапляла на стіл прем'єр-міністра Ізраїлю Голди Меїр, міністра оборони Моше Даяна та начальника штабу Сил оборони Ізраїлю Хаїма Бар-Лева в необробленому вигляді. Він сформував стратегічний і тактичний підхід Ізраїлю до Єгипту та надав прямий доступ до військових планів Єгипту, включаючи мінімальні підготовчі умови Садата для початку війни: головним чином штурмовики великої дальності та ракети «Скад», без яких Єгипет не зміг би подолати перевагу Ізраїлю в повітрі.

### Арабо-ізраїльська війна 1973 року
У квітні 1973 року Марван переконав Моссад, що Єгипет планує почати війну проти Ізраїлю в середині травня. Ізраїль підвищив бойову готовність, але війна не розпочалась. У жовтні він переконував Моссад у іншому плані нападу, надавши їм трохи неточну інформацію. Елі Зейра, керівник Амана, військової розвідки Ізраїлю під час арабо-ізраїльської війни 1973 року, сказав, що ізраїльська комісія Аграната, яка досліджувала причини невдачі ізраїльських лідерів у війні, заявила, що Марван, який був відомий під багатьма прізвиськами, передавали оманливу інформацію Ізраїлю під керівництвом єгипетського президента Анвара Садата, щоб заслужити їх довіру. За у матеріалах цієї комісії, було сказано, що «Єгипет атакуватиме, лише якщо війна буде вестись у партнерстві з Сирією, за допомогою сучасних літаків та іншої зброї, яка гарантує перевагу Єгипту над ізраїльськими ВПС» та «Як такий високопоставлений єгипетський чиновник може прийти до посольства Ізраїлю в Лондоні серед білого дня, в той час, як він і його керівники знають, що це посольство, як і інші посольства Ізраїлю за кордоном, знаходиться під наглядом десятків спецслужб по всьому світу?».
Восени 1973 року Садат вирішив розпочати війну, не чекаючи мінімального комплекту зброї, яка була його попередньою умовою, і Єгипет прискорив підготовку. Марван повідомив Ізраіль про це рішення Садата та початок військових приготувань, але висловив думку, що в кінцевому підсумку Єгипет утримається від початку війни. Керівники ізраїльської військової розвідки, включаючи Елі Зейру, через травневу помилкову тривогу відмовилися сприйняти численні попередження і ознаки того, що араби планували атаку. Відповідно, Ізраїль був заскочений зненацька в арабо-ізраїльській війні 1973 року.
Пізніше своєму інтерв'ю син Марвана, Гамаль Марван, заявив, що Ізраїлю стало відомо, що Марван ввів їх в оману, спричинивши найбільші втрати за кількістю жертв і втрат техніки з 1948 року Відповідно до військового брифінгу Білого дому та Авраама Рабіновича, ізраїльські втрати під час Війни Судного дня становили 2800 убитих, 8800 поранених і 293 полонених.

### Секретар президента республіки із закордонних справ
14 лютого 1974 року Марван став секретарем президента республіки з міжнародних відносин, нова посада, яка відображала стиль правління Садата. Враховуючи невдоволення Садата поведінкою його міністра закордонних справ Ісмаїла Фахмі, Марван розглядався як кандидат на його заміну.
Однак до того моменту Марван накопичив значну кількість особистих ворогів, які звинуватили його у використанні своєї близькості з Садатом для отримання особистого багатства. Коли звинувачення набрали обертів, Садату довелося піддатися тиску і в березні 1976 року він припинив службу Марвана в президентській канцелярії.

### Арабська організація індустріалізації
Марван був призначений головою Арабської організації з індустріалізації, комплексу з виробництва зброї в Каїрі, який фінансувався Саудівською Аравією, ОАЕ та Катаром. Після додаткового політичного тиску Садату довелося звільнити його з цієї посади в жовтні 1978 року.

### Бізнес
Після вбивства Садата в жовтні 1981 року Марван покинув Єгипет і почав бізнес-кар'єру в Лондоні.
У 1995 році під час суперечки за контроль над ФК «Челсі» між діючим головою правління Кеном Бейтсом і Меттью Хардінгом ЗМІ виявили, що Марван володіє 1,5 мільйонами акцій клубу.
У 2000 році Марван відкрив рахунок у банку Credit Suisse, хоча він явно був політично відомою особою; це стало відомо після скандалу з розкриттям частини секретів Suisse.

## Подвійний агент
Марван тісно співпрацював з єгипетською розвідкою, яка використовувала його як подвійного агента, використовуючи традиційну російську тактику, за якою агент передає своїй жертві 95 відсотків точної інформації, а в критичний момент передає неправдиві дані. Юрі Бар Йосеф, професор політології Хайфського університету, опублікував книгу під назвою «Ангел», за якою був знятий фільм. Книга підтвердила, що Марван був подвійним агентом, який збирав інформацію для Ізраїлю, але раніше працював на Єгипет. У 2022 році Ліва Мохаммед Рашад, еквівалент генерал-майора в західних термінах, заперечив твердження про те, що Марван був подвійним агентом.
Деякі ізраїльські офіційні особи відмовлялися визнати той факт, що він використовував Моссад для власних ігор, і стверджували, що Марван працював лише на Моссад, однак деякі докази свідчать про протилежне цьому твердженню. Ізраїльський письменник Арон Брегман стверджував це у 2002 році. Однак Елі Зейра, директор ізраїльської військової розвідки в 1973 році, сказав, що ізраїльська комісія Аграната, яка досліджувала ізраїльських лідерів на предмет їх невдач у війні, заявила, що Марван передавав точну інформацію ізраїльській розвідці лише для того, щоб обдурити їх і заробити їх довіру. Деякі вважають, що Зейра заявив це через особисті мотиви викликані власною помилкою, коли він не сприйняв інформацію від Марвана серйозно. Марван повідомив Моссаду, що Ізраїль буде атакований. Зейра проігнорував попередження і пізніше заявив, що час нападу був неправильним. Однак, Ізраїль зазнав нападу, про що і попереджував Марван.

## Особисте життя і смерть
Марван одружився з Моною Абдель Насер у 1960-х роках. Один із синів Марвана був одружений з дочкою колишнього генерального секретаря Ліги арабських держав Амра Муси. Його син Гамаль є близьким другом Гамаля Мубарака, сина колишнього президента Єгипту Хосні Мубарака.
Марван помер 27 червня 2007 року біля своєї квартири в Carlton House Terrace, Лондон. Причиною смерті став травматичний розрив аорти внаслідок падіння з балкона квартири на п'ятому поверсі. Новини повідомляють, що столична поліцейська служба все частіше вірить, що Марвана вбили, і так також вважає старший син Марвана, Гамаль. Похорон Марвана в Єгипті очолив найвищий релігійний лідер Єгипту Мухаммад Сайїд Тантаві, на якому були присутні, серед інших, Гамаль Мубарак, син тодішнього президента Єгипту Хосні Мубарака, і глава розвідки Омар Сулейман. За словами президента Мубарака, «Марван здійснював патріотичні вчинки, які ще не час розкрити». Після перегляду справи в січні 2008 року розслідування було передано Спеціалізованому відділу боротьби зі злочинністю столичної поліції, як через публічний характер, так і через те, що взуття, яке Марван носив, коли впав, і було ключовим доказом у справі було втрачено. Один свідок, який перебував на третьому поверсі сусіднього будинку, розповів поліції, що він бачив двох чоловіків «в костюмах і середземноморської зовнішності», які з'явилися на балконі відразу після падіння Марвана, подивилися вниз і повернулися в квартиру. Також повідомляється, що поліція втратила взуття Марвана, яке могло містити інформацію про те, чи стрибнув Марван з балкона самостійно, чи ні.
Марван є четвертим відомим єгиптянином, який помер у Лондоні подібним чином. Інші, які брали участь у єгипетській політиці між 1966 і 1971 роками, це актриса Суад Хосні; посол Єгипту в Греції Аль-Лейті Насіф; та Алі Шафек, секретар в офісі колишнього віце-президента Єгипту Абдель Хакіма Амера.
Під час розслідування дружина Марвана заявила, що вважає, що за його смертю стоїть Моссад. Однак аналіз у The Guardian виявив, що цей сценарій малоймовірний: «З одного боку, вбивство колишнього агента після того, як його ім'я було розкрито, здавалося б серйозним стримуючим фактором для новобранців. Навіть якби Ізраїль вірив, що Марван був подвійним агентом, працюючи на єгиптян, краще нічого не робити і через їхнє мовчання дати зрозуміти, що він був вірним їхній справі». Крім того, Марван був принаймні третім єгиптянином, який жив у Лондоні, який помер за подібних обставин, і всі вони мали зв'язки з єгипетськими службами безпеки.
Єгипетський журналіст Амр Елліссі провів розслідування смерті Марвана для свого документального серіалу «Ехтерак», трансльованого на єгипетському телебаченні у шести епізодах у першу річницю смерті Марвана. «Ехтерак» був знятий у лондонській квартирі Марвана та включав інтерв'ю з його сином, свідком та знайомими Марвана. Елліссі опублікував свою книгу «Агент Вавилон» арабською мовою у видавництві Dar Al Shorouq, вона була випущена 2 лютого 2009 року.
Британський журнал «Private Eye» також уважно стежив за історією та припустив, що навколо обставин смерті Марвана є значні підстави підозрювати дію ще невідомих чинників.

## Культурна спадщина
У 2016 році британський письменник Арон Брегман опублікував книгу про свої стосунки з Марваном під назвою «Шпигун, який впав на Землю» (англ. The Spy Who Fell to Earth). У 2017 році Salon Productions придбала права на перетворення книги на повнометражний документальний фільм. Цей повнометражний документальний фільм під такою ж назвою «Шпигун, який впав на Землю» був знятий Томасом Мідмором і випущений Netflix у 2019 році.
Професор Урі Бар-Джозеф написав опубліковану в 2016 році книгу «Ангел: Єгипетський шпигун, який врятував Ізраїль», яка пізніше була використана як основа фільму Netflix «Ангел». У книзі Бар-Джозефа йдеться про те, чи був Марван справжнім шпигуном, чи подвійним агентом. У рецензії на книгу «Дослідженнях розвідки» Томас Г. Коффі стверджує, що в ній переконливо «стверджується, що природа розвідувальних даних, які Марван дав ізраїльтянам, була просто надто руйнівною для інтересів Єгипту» для того, щоб Марван був подвійним агентом і що він пропонує аргументи «переконливого захисту» проти твердження про те, що розвіддані, які він надав, були «пізніми, помилковими та мали мало практичної користі».